# Bruvik

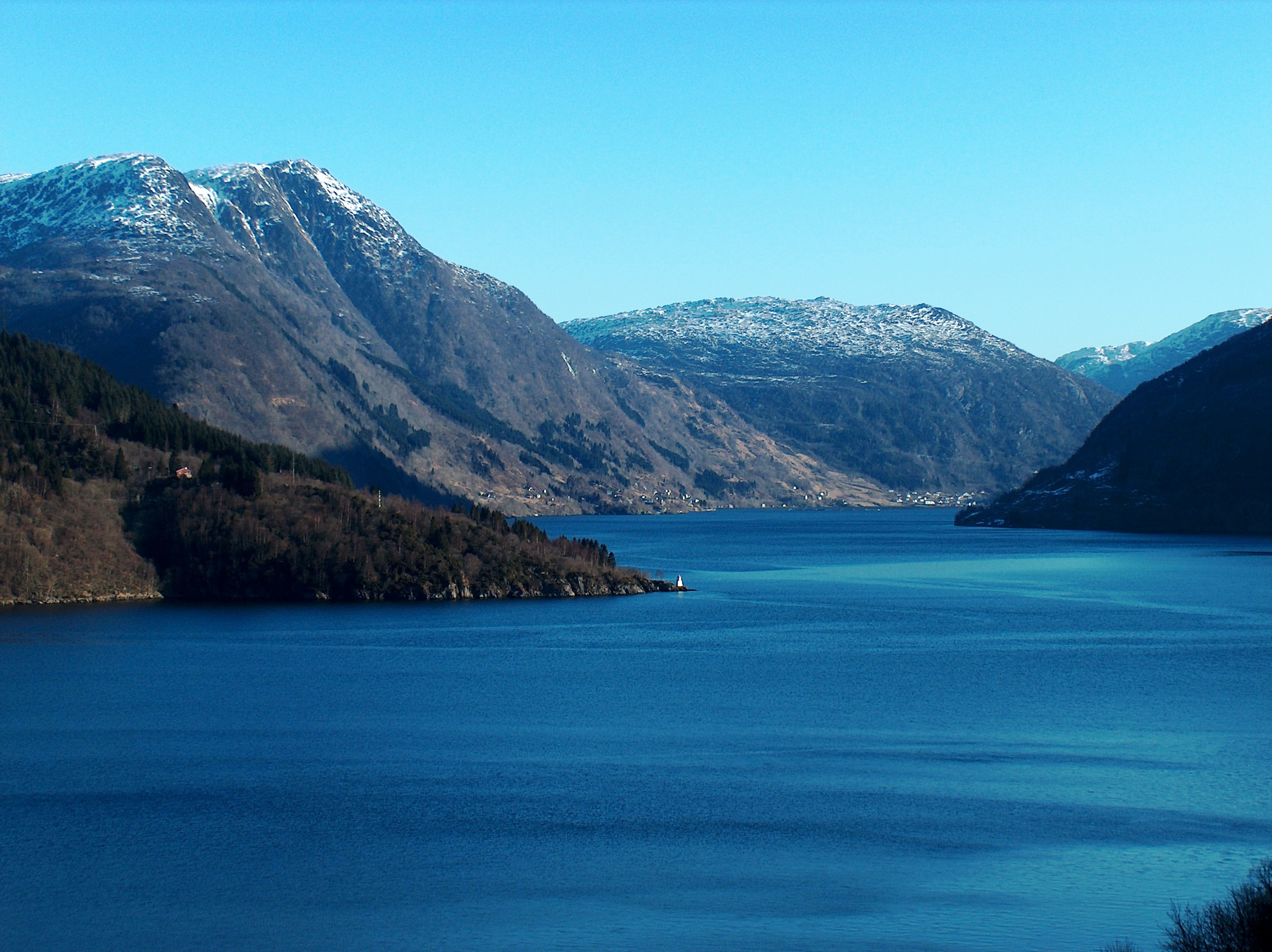
Der Sørfjord bei Bruvik

Bruvik ist eine ehemalige Gemeinde des Fylke Vestland in Norwegen. Sie liegt etwa 20 Kilometer östlich von Bergen am Sørfjord.
Bruvik spaltete sich am 1. Januar 1870 von der Gemeinde Haus ab. Zum damaligen Zeitpunkt hatte sie etwas über 2000 Einwohner. Im Jahr 1964 wurden Teile von Bruvik im Zuge einer Kommunalreform mit den Nachbargemeinden Haus, Hamre und Hosanger zu der neuen Kommune Osterøy zusammengefasst. Andere Teile der Gemeinde wurden der neu gegründeten Kommune Vaksdal zugeschlagen.